# Casa al carrer Major, 12 (Crespià)
La Casa al carrer Major, 12 és una obra de Crespià (Pla de l'Estany) inclosa a l'Inventari del Patrimoni Arquitectònic de Catalunya.

## Descripció
Llinda de pedra de la porta principal d'una casa. Presenta motius de ferreria cisellats en baix relleu. La llinda està formada per tres pedres tallades, la central en forma de trapezi.
A la pedra central hi ha representat un martell de ferrer amb dues ferradures laterals, a la pedra de la dreta hi ha unes tenalles i els objectes de la pedra de la banda esquerra són irreconeixibles.

## Història
Pels objectes representats a la llinda és de suposar que havia estat la porta d'un artesà ferrer, com era costum durant l'època de floriment dels gremis que representaven amb motius al·legòrics el seu ofici en diferents parts de la façana del taller.